# Édouard Ganche
Œuvres principales
- Frédéric Chopin : sa vie et ses œuvres
- Édition monumentale de l'œuvre de Frédéric Chopin

Compléments
- Fondateur de la Société Chopin

Édouard Ganche, né le 13 octobre 1880 à Baulon (Ille-et-Vilaine), mort le 31 mai 1945 à Lyon, est un musicologue et musicographe français, spécialiste de Frédéric Chopin.

## Biographie
Il est le fils d'Auguste Ganche (Rennes, 1850 – Baulon, 21 juin 1893), médecin rennais venu vers 1877 s'installer dans le petit bourg de Baulon en compagnie de son épouse, Félicie Fanny Patourel, originaire de Besançon. Édouard Ganche est fortement marqué par la mort prématurée de son père, dont il a écrit une biographie ; en 1909, il publiera un recueil de contes macabres intitulé Le Livre de la mort, témoignage de l'indignation que suscite chez lui le destin inéluctable de tout être vivant. Voulant suivre l'exemple de son père, il entreprend des études de médecine, mais ne peut les mener à terme pour des raisons de santé. Il se consacre dès lors entièrement à la musique, sa seconde passion, notamment à Frédéric Chopin, dont il devient l'un des grands spécialistes.
Fondateur de la Société Chopin à Paris en 1911, en compagnie de Maurice Ravel (1875-1937) et de Camille Le Senne (1851-1931), il dirige une « édition monumentale » de l'œuvre du musicien, publiée par Oxford University Press (1928-1932). En 1928, il collabore en tant que conseiller historique au film d'Henry Roussel consacré à Chopin, La Valse de l'adieu. Son intérêt pour Chopin fait aussi de lui un ardent défenseur de la culture polonaise en France.
L'essentiel des travaux musicologiques d'Édouard Ganche a été rassemblé dans quatre volumes parus au Mercure de France de 1913 à 1935. 
Sa collection, composée de partitions originales, de lettres et d'objets ayant appartenu à Chopin, se trouve aujourd'hui au Musée et à la bibliothèque de l'université Jagellonne de Cracovie. Ses archives personnelles sont conservées au Département de la Musique de la Bibliothèque nationale de France.

## Hommages
- Le Centre culturel Édouard-Ganche de Baulon, qui regroupe une médiathèque et plusieurs salles associatives consacrées aux activités culturelles et périscolaires, a été inauguré à l'automne 2007.